# Azeri-Chirag-Guneshli
Het Azeri–Chirag–Guneshli (Azerbeidzjaans: Azəri-Çıraq-Günəşli) of kortweg ACG is een groot olieveld in de Kaspische Zee.
Het veld ligt 120 kilometer uit de kust van Azerbeidzjan en beslaat een oppervlakte van 432,4 km². Het veld had bij het begin van de exploitatie een geschatte reserve van 5 tot 6 miljard vaten olie. Na een investering van US$ 32 miljard is het veld in staat om een piekproductie van 1 miljoen vaten per dag te bereiken, wat gelijk is aan 80% van de totale olieproductie van het land. De eerste olie kwam in november 1997 uit de grond. In het eerste kwartaal van 2016 lag de dagproductie gemiddeld op 650.000 vaten en cumulatief was er per kwartaal ultimo 2,9 miljard vaten uit het veld gehaald.
Via pijpleidingen over de zeebodem gaat de olie naar de Sangachal-terminal, bij het dorp Səngəçal op ongeveer 45 kilometer ten zuidwesten van hoofdstad.Bakoe. Deze terminal heeft een capaciteit van 1,2 miljoen vaten per dag. Voor de export gaat de olie naar de Middellandse Zee-haven van Ceyhan in Turkije, via de Bakoe-Tbilisi-Ceyhan-pijpleiding en voor de Zwarte Zee door de Bakoe-Soepsa pijpleiding naar Soepsa in  Georgië en door de Bakoe-Novorossiejsk pijpleiding naar Novorossiejsk in Rusland. Onder het olieveld liggen waarschijnlijk nog gasvoorraden.
De olieveld wordt uitgebaat door een consortium Azerbaijan International Operating Company onder leiding van BP. Het consortium is opgericht op 20 september 1994 en heeft de concessie voor een periode van 30 jaar. In 2017 werd het concessiecontract vroegtijdig verlengd met 32 jaar tot 2050. De aandeelhouders van het consortium zijn:
- BP (30,4%);
- Azerbaijan ACG Limited (SOCAR) (25%);
- Chevron (9,6%);
- INPEX (9,3%);
- Equinor, voormalig Statoil (7,3%);
- ExxonMobil (6,8%);
- Türkiye Petrolleri Anonim Ortaklığı (5,7%);
- Itochu (3,7%);
- ONGC Videsh Limited (2,3%).

Het Russische LUKoil verkocht zijn belang in 2003 aan het Japanse bedrijf INPEX voor US$ 1,354 miljard. In 2010 verkocht Devon Energy het belang in ACG voor US$ 2 miljard aan BP en enkele andere partners.